# McMullen County
McMullen County je okres ve státě Texas v USA. K roku 2010 zde žilo 707 obyvatel. Správním městem okresu je Tilden. Celková rozloha okresu činí 2 960 km².